# Хаслаханов, Абубакар Муратович
Абубакар Муратович Хаслаханов (род. 25 апреля 2004 года, Дагестан, Россия) — белорусский борец классического стиля. Участник олимпийских игр в Париже. Бронзовый призёр чемпионата Европы 2024 года. Чемпион Республики Беларусь 2023 года. Мастер спорта международного класса Республики Беларусь.

## Биография
Родился Абубакар в г. Махачкала, Республика Дагестан, Россия. В 6 лет переехал в Минск, Республика Беларусь и в 10 лет пришёл в секцию греко-римской борьбы спортивного клуба «Легенда», где его начал тренировать Кирилл Фоменко.

## Спортивная карьера
Абубакар победитель первенства Республики Беларусь среди кадетов 2021 года в весе до 92 кг, а так же он победитель первенства мира 2021 и бронзовый призёр первенства Европы среди кадетов 2021 года. В 2022 году выиграл на первенстве Республики Беларусь среди юниоров, в новой для себя весовой категории до 97 кг. В ноябре 2022 года Абубакар выиграл международный турнир среди юниоров памяти Сураката Асиятилова Дагестане. В январе 2023 стал впервые чемпионом Республики Беларусь среди взрослых. В августе 2023 года Хаслаханов выиграл II Игры стран СНГ в весовой категории до 97 кг и первенство мира среди юниоров в весе до 97 кг в Иордании. В феврале 2024 года стал бронзовым медалистом чемпионата Европы в Бухаресте (Румыния). В мае 2024 стал финалистом первенства Европы до 23 лет в Баку, уступив россиянину Магомеду Муртазалиеву. В августе 2024 года принял участие в Олимпийских играх в Париже, в первой схватке он одолел соперника из Грузии, во второй схватке уступил сопернику из Египта и закончил своё выступление, заняв 7-место.

## Спортивные достижения
- 2021 Первенство мира среди кадетов — ;
- 2021 Первенство Европы среди кадетов — ;
- 2023 Первенство мира среди юниоров — ;
- 2023 Чемпионат Белоруссии — ;
- 2023 II Игры стран СНГ — ;
- 2024 Чемпионат Европы — ;
- 2024 Первенство Европы до 23 лет — ;
- 2024 Первенство мира до 23 лет — ;

## Личная информация
Абубакар является студентом Белорусского государственного университета